# 4 Heures de Barcelone 2023
Navigation
Édition précédente Édition suivante
Les 4 Heures de Barcelone 2023, disputées le 23 avril 2023 sur le Circuit de Barcelone, sont la vingt-sixième édition de cette course, la quatrième sur un format de quatre heures, et la première manche de l'European Le Mans Series 2023.

## Engagés

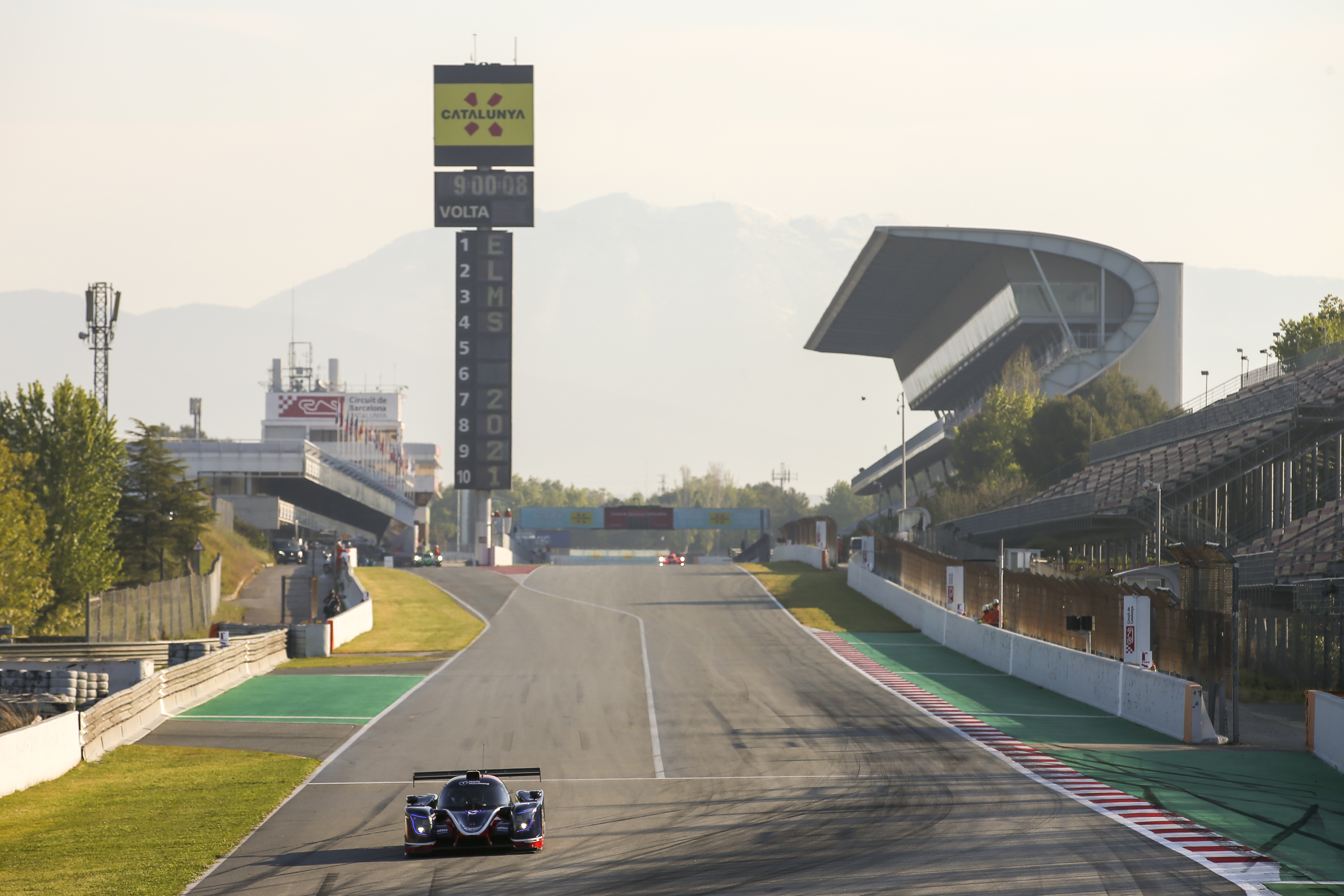
Ligne droite des stands du Circuit de Barcelone lors des 4 Heures de Barcelone 2021

Pour cette première manche du championnat European Le Mans Series, la liste officielle des engagés publiée le 12 avril 2023 était composée de 42 voitures, 18 en LMP2 dont 11 Pro/Am, 12 en LMP3 et 12 en LM GTE.
Il est a noté une évolution du circuit par rapport aux trois éditions précédentes des 4 Heures de Barcelone avec la suppression de la dernière chicane. Ce changement a ainsi réduit le nombre de virages de 16 à 14 et a également réduit la longueur de la piste à 4.657km. La chicane avait été introduite en 2007 avant le dernier virage mais avec les améliorations de l'infrastructure d'un point de vue sécurité, y compris de nouvelles barrières TECPRO dans les deux derniers virages à droite, le circuit a ainsi retrouvé son tracé d'origine. La piste espagnole a également subi d'autres modifications, avec un élargissement de la zone de dégagement dans le virage 1, comprenant 70 mètres de gravier supplémentaires plus une pente de 5%, et une nouvelle clôture protégeant les virages 1 et 2 pour améliorer la sécurité. Ces évolutions ont particulièrement été appréciées par les pilotes.

## Qualifications
| Pos. | Classe      | N° | Écurie                    | Pilote                | Temps          | Écart      | Grille |
| 1    | LMP2        | 47 | Cool Racing               | Reshad de Gerus       | 1 min 29 s 396 | —          | 1      |
| 2    | LMP2        | 25 | Algarve Pro Racing        | James Allen           | 1 min 29 s 435 | + 0 s 039  | 2      |
| 3    | LMP2        | 30 | Duqueine Team             | Neel Jani             | 1 min 29 s 593 | + 0 s 197  | 3      |
| 4    | LMP2        | 22 | United Autosports USA     | Phil Hanson           | 1 min 29 s 693 | + 0 s 297  | 4      |
| 5    | LMP2        | 65 | Panis Racing              | Job van Uitert        | 1 min 29 s 789 | + 0 s 393  | 5      |
| 6    | LMP2        | 43 | Inter Europol Competition | Jonathan Aberdein     | 1 min 29 s 839 | + 0 s 443  | 6      |
| 7    | LMP2        | 28 | IDEC Sport                | Paul-Loup Chatin      | 1 min 30 s 159 | + 0 s 763  | 7      |
| 8    | LMP2 Pro/Am | 34 | Racing Team Turkey        | Salih Yoluç           | 1 min 30 s 947 | + 1 s 551  | 8      |
| 9    | LMP2 Pro/Am | 99 | Proton Competition        | Giorgio Roda          | 1 min 31 s 267 | + 1 s 871  | 9      |
| 10   | LMP2 Pro/Am | 37 | Cool Racing               | Alexandre Coigny      | 1 min 32 s 838 | + 3 s 442  | 10     |
| 11   | LMP2 Pro/Am | 3  | DKR Engineering           | Tom van Rompuy        | 1 min 33 s 010 | + 3 s 614  | 11     |
| 12   | LMP2 Pro/Am | 24 | Nielsen Racing            | Rodrigo Sales         | 1 min 33 s 088 | + 3 s 692  | 12     |
| 13   | LMP2 Pro/Am | 83 | AF Corse                  | François Perrodo      | 1 min 33 s 805 | + 4 s 409  | 13     |
| 14   | LMP2 Pro/Am | 21 | United Autosports USA     | Daniel Schneider      | 1 min 34 s 596 | + 5 s 200  | 14     |
| 15   | LMP2 Pro/Am | 20 | Algarve Pro Racing        | Fred Poordad (de)     | 1 min 34 s 922 | + 5 s 526  | 15     |
| 16   | LMP3        | 17 | Cool Racing               | Marcos Siebert        | 1 min 35 s 250 | + 5 s 854  | 16     |
| 17   | LMP3        | 13 | Inter Europol Competition | Wyatt Brichacek (en)  | 1 min 35 s 562 | + 6 s 166  | 17     |
| 18   | LMP2 Pro/Am | 19 | Team Virage               | Dennis Andersen       | 1 min 35 s 605 | + 6 s 209  | 21     |
| 19   | LMP3        | 31 | Racing Spirit of Léman    | Antoine Doquin        | 1 min 35 s 616 | + 6 s 220  | 18     |
| 20   | LMP3        | 12 | WTM by Rinaldi Racing     | Óscar Tunjo           | 1 min 35 s 758 | + 6 s 362  | 19     |
| 21   | LMP3        | 15 | RLR Msport                | Gael Julien           | 1 min 35 s 765 | + 6 s 369  | 20     |
| 22   | LMP3        | 7  | Nielsen Racing            | Ryan Harper-Ellam     | 1 min 36 s 046 | + 6 s 650  | 22     |
| 23   | LMP3        | 8  | Team Virage               | Manuel Espirito Sanro | 1 min 36 s 449 | + 7 s 053  | 41     |
| 24   | LMP3        | 10 | EuroInternational         | Glenn van Berlo (en)  | 1 min 36 s 461 | + 7 s 065  | 23     |
| 25   | LMP3        | 4  | DKR Engineering           | Pedro Perino          | 1 min 36 s 593 | + 7 s 197  | 24     |
| 26   | LMP3        | 5  | RLR Msport                | Valdemar Eriksen      | 1 min 36 s 764 | + 7 s 368  | 25     |
| 27   | LMP3        | 35 | Ultimate                  | Matthieu Lahaye       | 1 min 36 s 848 | + 7 s 452  | 26     |
| 28   | LMP2 Pro/Am | 23 | United Autosports USA     | Jim McGuire           | 1 min 36 s 966 | + 7 s 570  | 27     |
| 29   | LMP2 Pro/Am | 81 | DragonSpeed USA           | Henrik Hedman         | 1 min 37 s 185 | + 7 s 789  | 42     |
| 30   | LMP3        | 11 | EuroInternational         | Matthew Richard Bell  | 1 min 37 s 641 | + 8 s 245  | 28     |
| 31   | LMGTE       | 66 | JMW Motorsport            | Martin Berry          | 1 min 41 s 060 | + 11 s 664 | 29     |
| 32   | LMGTE       | 57 | Kessel Racing             | Takeshi Kimura        | 1 min 41 s 173 | + 11 s 777 | 30     |
| 33   | LMGTE       | 16 | Proton Competition        | Ryan Hardwick         | 1 min 41 s 188 | + 11 s 792 | 31     |
| 34   | LMGTE       | 72 | TF Sport                  | Arnold Robin          | 1 min 41 s 315 | + 11 s 919 | 32     |
| 35   | LMGTE       | 44 | GMB Motorsport            | Jens Møller           | 1 min 41 s 360 | + 11 s 964 | 33     |
| 36   | LMGTE       | 93 | Proton Competition        | Michael Fassbender    | 1 min 41 s 499 | + 12 s 103 | 34     |
| 37   | LMGTE       | 50 | Formula Racing            | Johnny Laursen        | 1 min 41 s 561 | + 12 s 165 | 35     |
| 38   | LMGTE       | 77 | Christian Ried            | Christian Ried        | 1 min 42 s 157 | + 12 s 761 | 36     |
| 39   | LMGTE       | 55 | Spirit of Race            | Duncan Cameron        | 1 min 42 s 468 | + 13 s 072 | 37     |
| 40   | LMGTE       | 51 | AF Corse                  | Kriton Lentoudis      | 1 min 42 s 862 | + 13 s 466 | 38     |
| 41   | LMGTE       | 60 | Iron Lynx                 | Claudio Schiavoni     | 1 min 43 s 030 | + 13 s 634 | 39     |
| 42   | LMGTE       | 95 | TF Sport                  | John Hartshorne       | 1 min 43 s 968 | + 14 s 572 | 40     |

1. ↑  La voiture n°19 de l"écurie Team Virage a été pénalisé pour avoir gêné les voitures n°23 et n°3 durant la séance qualificative. Les commissaires sportifs ont donné une pénalité de 3 places sur la grille pour cette infraction[5].
2. ↑  La voiture n̟°8 de l'écurie Team Virage a été pénalisé pour avoir provoqué un drapeau rouge en séance qualificative et a ainsi perdu tous ses chronos[6].
3. ↑  La voiture n°81 de l'écurie DragonSpeed USA a été pénalisé pour avoir provoqué un drapeau rouge en séance qualificative et a ainsi perdu tous ses chronos[7].

## Course

### Classement de la course
Voici le classement final au terme de la course.
- Les vainqueurs de chaque catégorie sont signalés par un fond jauni.
- Pour la colonne Pneus, il faut passer le curseur au-dessus du modèle pour connaître le manufacturier de pneumatiques.

| Pos  | Classe | no | Écurie                    | Pilotes                                                       | Châssis                        | Pneus | Tours | Temps               |
| Pos  | Classe | no | Écurie                    | Pilotes                                                       | Moteur                         | Pneus | Tours | Temps               |
| ---- | ------ | -- | ------------------------- | ------------------------------------------------------------- | ------------------------------ | ----- | ----- | ------------------- |
| 1    | LMP2   | 34 | Racing Team Turkey        | Louis Delétraz Charlie Eastwood Salih Yoluç                   | Oreca 07                       | G     | 140   | 4 h 01 min 14 s 646 |
| 1    | LMP2   | 34 | Racing Team Turkey        | Louis Delétraz Charlie Eastwood Salih Yoluç                   | Gibson GK428 4,2 l V8 Atmo     | G     | 140   | 4 h 01 min 14 s 646 |
| 2    | LMP2   | 30 | Duqueine Team             | René Binder Neel Jani Nico Pino                               | Oreca 07                       | G     | 140   | + 2 s 363           |
| 2    | LMP2   | 30 | Duqueine Team             | René Binder Neel Jani Nico Pino                               | Gibson GK428 4,2 l V8 Atmo     | G     | 140   | + 2 s 363           |
| 3    | LMP2   | 83 | AF Corse                  | Ben Barnicoat François Perrodo Matthieu Vaxiviere             | Oreca 07                       | G     | 140   | + 12 s 995          |
| 3    | LMP2   | 83 | AF Corse                  | Ben Barnicoat François Perrodo Matthieu Vaxiviere             | Gibson GK428 4,2 l V8 Atmo     | G     | 140   | + 12 s 995          |
| 4    | LMP2   | 37 | Cool Racing               | Alexandre Coigny Malthe Jakobsen Nicolas Lapierre             | Oreca 07                       | G     | 140   | + 43 s 757          |
| 4    | LMP2   | 37 | Cool Racing               | Alexandre Coigny Malthe Jakobsen Nicolas Lapierre             | Gibson GK428 4,2 l V8 Atmo     | G     | 140   | + 43 s 757          |
| 5    | LMP2   | 65 | Panis Racing              | Tijmen van der Helm Manuel Maldonado Job van Uitert           | Oreca 07                       | G     | 140   | + 46 s 377          |
| 5    | LMP2   | 65 | Panis Racing              | Tijmen van der Helm Manuel Maldonado Job van Uitert           | Gibson GK428 4,2 l V8 Atmo     | G     | 140   | + 46 s 377          |
| 6    | LMP2   | 28 | IDEC Sport                | Paul-Loup Chatin Laurents Hörr Paul Lafargue                  | Oreca 07                       | G     | 140   | + 1 min 05 s 613    |
| 6    | LMP2   | 28 | IDEC Sport                | Paul-Loup Chatin Laurents Hörr Paul Lafargue                  | Gibson GK428 4,2 l V8 Atmo     | G     | 140   | + 1 min 05 s 613    |
| 7    | LMP2   | 47 | Cool Racing               | Reshad de Gerus Vladislav Lomko José María López              | Oreca 07                       | G     | 140   | + 1 min 17 s 282    |
| 7    | LMP2   | 47 | Cool Racing               | Reshad de Gerus Vladislav Lomko José María López              | Gibson GK428 4,2 l V8 Atmo     | G     | 140   | + 1 min 17 s 282    |
| 8    | LMP2   | 25 | Algarve Pro Racing        | James Allen Alex Lynn Kyffin Simpson                          | Oreca 07                       | G     | 139   | + 1 tour            |
| 8    | LMP2   | 25 | Algarve Pro Racing        | James Allen Alex Lynn Kyffin Simpson                          | Gibson GK428 4,2 l V8 Atmo     | G     | 139   | + 1 tour            |
| 9    | LMP2   | 24 | Nielsen Racing            | Mathias Beche Ben Hanley Rodrigo Sales                        | Oreca 07                       | G     | 139   | + 1 tour            |
| 9    | LMP2   | 24 | Nielsen Racing            | Mathias Beche Ben Hanley Rodrigo Sales                        | Gibson GK428 4,2 l V8 Atmo     | G     | 139   | + 1 tour            |
| 10   | LMP2   | 22 | United Autosports USA     | Phil Hanson Oliver Jarvis Marino Sato                         | Oreca 07                       | G     | 139   | + 1 tour            |
| 10   | LMP2   | 22 | United Autosports USA     | Phil Hanson Oliver Jarvis Marino Sato                         | Gibson GK428 4,2 l V8 Atmo     | G     | 139   | + 1 tour            |
| 11   | LMP2   | 3  | DKR Engineering           | Sebastián Álvarez (en) Nathanaël Berthon Tom van Rompuy       | Oreca 07                       | G     | 139   | + 1 tour            |
| 11   | LMP2   | 3  | DKR Engineering           | Sebastián Álvarez (en) Nathanaël Berthon Tom van Rompuy       | Gibson GK428 4,2 l V8 Atmo     | G     | 139   | + 1 tour            |
| 12   | LMP2   | 99 | Proton Competition        | Gianmaria Bruni Jonas Ried Giorgio Roda                       | Oreca 07                       | G     | 139   | + 1 tour            |
| 12   | LMP2   | 99 | Proton Competition        | Gianmaria Bruni Jonas Ried Giorgio Roda                       | Gibson GK428 4,2 l V8 Atmo     | G     | 139   | + 1 tour            |
| 13   | LMP2   | 81 | DragonSpeed USA           | Henrik Hedman Juan Pablo Montoya Sebastián Montoya            | Oreca 07                       | G     | 138   | + 2 tours           |
| 13   | LMP2   | 81 | DragonSpeed USA           | Henrik Hedman Juan Pablo Montoya Sebastián Montoya            | Gibson GK428 4,2 l V8 Atmo     | G     | 138   | + 2 tours           |
| 14   | LMP2   | 20 | Algarve Pro Racing        | Jack Hawksworth Fred Poordad (de) Tristan Vautier             | Oreca 07                       | G     | 138   | + 2 tours           |
| 14   | LMP2   | 20 | Algarve Pro Racing        | Jack Hawksworth Fred Poordad (de) Tristan Vautier             | Gibson GK428 4,2 l V8 Atmo     | G     | 138   | + 2 tours           |
| 15   | LMP2   | 19 | Team Virage               | Dennis Andersen Ian Rodríguez (en) Tatiana Calderón           | Oreca 07                       | G     | 138   | + 2 tours           |
| 15   | LMP2   | 19 | Team Virage               | Dennis Andersen Ian Rodríguez (en) Tatiana Calderón           | Gibson GK428 4,2 l V8 Atmo     | G     | 138   | + 2 tours           |
| 16   | LMP2   | 21 | United Autosports USA     | Andy Meyrick Nelson Piquet Jr Daniel Schneider                | Oreca 07                       | G     | 137   | + 3 tours           |
| 16   | LMP2   | 21 | United Autosports USA     | Andy Meyrick Nelson Piquet Jr Daniel Schneider                | Gibson GK428 4,2 l V8 Atmo     | G     | 137   | + 3 tours           |
| 17   | LMP2   | 23 | United Autosports USA     | Paul di Resta Jim McGuire Guy Smith                           | Oreca 07                       | G     | 137   | + 3 tours           |
| 17   | LMP2   | 23 | United Autosports USA     | Paul di Resta Jim McGuire Guy Smith                           | Gibson GK428 4,2 l V8 Atmo     | G     | 137   | + 3 tours           |
| 18   | LMP3   | 17 | Cool Racing               | Adrien Chila Alex García (en) Marcos Siebert                  | Ligier JS P320                 | M     | 134   | + 6 tours           |
| 18   | LMP3   | 17 | Cool Racing               | Adrien Chila Alex García (en) Marcos Siebert                  | Nissan VK56 5,6 l V8 Atmo      | M     | 134   | + 6 tours           |
| 19   | LMP3   | 13 | Inter Europol Competition | Kai Askey Wyatt Brichacek (en) Miguel Cristóvão               | Ligier JS P320                 | M     | 134   | + 6 tours           |
| 19   | LMP3   | 13 | Inter Europol Competition | Kai Askey Wyatt Brichacek (en) Miguel Cristóvão               | Nissan VK56 5,6 l V8 Atmo      | M     | 134   | + 6 tours           |
| 20   | LMP3   | 31 | Racing Spirit of Léman    | Antoine Doquin Fabien Michal Jacques Wolff                    | Ligier JS P320                 | M     | 134   | + 6 tours           |
| 20   | LMP3   | 31 | Racing Spirit of Léman    | Antoine Doquin Fabien Michal Jacques Wolff                    | Nissan VK56 5,6 l V8 Atmo      | M     | 134   | + 6 tours           |
| 21   | LMP3   | 11 | EuroInternational         | Adam Ali Matthew Richard Bell                                 | Ligier JS P320                 | M     | 133   | + 7 tours           |
| 21   | LMP3   | 11 | EuroInternational         | Adam Ali Matthew Richard Bell                                 | Nissan VK56 5,6 l V8 Atmo      | M     | 133   | + 7 tours           |
| 22   | LMP3   | 7  | Nielsen Racing            | Ryan Harper-Ellam Anthony Wells                               | Ligier JS P320                 | M     | 133   | + 7 tours           |
| 22   | LMP3   | 7  | Nielsen Racing            | Ryan Harper-Ellam Anthony Wells                               | Nissan VK56 5,6 l V8 Atmo      | M     | 133   | + 7 tours           |
| 23   | LMP3   | 5  | RLR Msport                | James Dayson Valdemar Eriksen Jack Manchester                 | Ligier JS P320                 | M     | 133   | + 7 tours           |
| 23   | LMP3   | 5  | RLR Msport                | James Dayson Valdemar Eriksen Jack Manchester                 | Nissan VK56 5,6 l V8 Atmo      | M     | 133   | + 7 tours           |
| 24   | LMP3   | 35 | Ultimate                  | Éric Trouillet (de) Jean-Baptiste Lahaye (de) Matthieu Lahaye | Ligier JS P320                 | M     | 132   | + 8 tours           |
| 24   | LMP3   | 35 | Ultimate                  | Éric Trouillet (de) Jean-Baptiste Lahaye (de) Matthieu Lahaye | Nissan VK56 5,6 l V8 Atmo      | M     | 132   | + 8 tours           |
| 25   | LMP3   | 8  | Team Virage               | Manuel Espirito Sanro Nick Adcock Michael Jensen              | Ligier JS P320                 | M     | 131   | + 9 tours           |
| 25   | LMP3   | 8  | Team Virage               | Manuel Espirito Sanro Nick Adcock Michael Jensen              | Nissan VK56 5,6 l V8 Atmo      | M     | 131   | + 9 tours           |
| 26   | LMGTE  | 16 | Proton Competition        | Ryan Hardwick Alessio Picariello Zacharie Robichon            | Porsche 911 RSR-19             | G     | 131   | + 9 tours           |
| 26   | LMGTE  | 16 | Proton Competition        | Ryan Hardwick Alessio Picariello Zacharie Robichon            | Porsche 4,2 l Flat-6 Atmo      | G     | 131   | + 9 tours           |
| 27   | LMGTE  | 50 | Formula Racing            | Conrad Laursen Johnny Laursen Mikkel Mac                      | Ferrari 488 GTE Evo            | G     | 131   | + 9 tours           |
| 27   | LMGTE  | 50 | Formula Racing            | Conrad Laursen Johnny Laursen Mikkel Mac                      | Ferrari F154CB 3,9 l V8 Turbo  | G     | 131   | + 9 tours           |
| 28   | LMGTE  | 66 | JMW Motorsport            | Martin Berry Lorcan Hanafin Jon Lancaster                     | Ferrari 488 GTE Evo            | G     | 130   | + 10 tours          |
| 28   | LMGTE  | 66 | JMW Motorsport            | Martin Berry Lorcan Hanafin Jon Lancaster                     | Ferrari F154CB 3,9 l V8 Turbo  | G     | 130   | + 10 tours          |
| 29   | LMGTE  | 60 | Iron Lynx                 | Matteo Cairoli Matteo Cressoni Claudio Schiavoni              | Porsche 911 RSR-19             | G     | 130   | + 10 tours          |
| 29   | LMGTE  | 60 | Iron Lynx                 | Matteo Cairoli Matteo Cressoni Claudio Schiavoni              | Porsche 4,2 l Flat-6 Atmo      | G     | 130   | + 10 tours          |
| 30   | LMGTE  | 55 | Spirit of Race            | Duncan Cameron Matthew Griffin David Perel                    | Ferrari 488 GTE Evo            | G     | 130   | + 10 tours          |
| 30   | LMGTE  | 55 | Spirit of Race            | Duncan Cameron Matthew Griffin David Perel                    | Ferrari F154CB 3,9 l V8 Turbo  | G     | 130   | + 10 tours          |
| 31   | LMGTE  | 51 | AF Corse                  | Rui Águas Kriton Lentoudis Ulysse de Pauw (en)                | Ferrari 488 GTE Evo            | G     | 130   | + 10 tours          |
| 31   | LMGTE  | 51 | AF Corse                  | Rui Águas Kriton Lentoudis Ulysse de Pauw (en)                | Ferrari F154CB 3,9 l V8 Turbo  | G     | 130   | + 10 tours          |
| 32   | LMGTE  | 57 | Kessel Racing             | Gregory Huffaker Takeshi Kimura Frederik Schandorff           | Ferrari 488 GTE Evo            | G     | 130   | + 10 tours          |
| 32   | LMGTE  | 57 | Kessel Racing             | Gregory Huffaker Takeshi Kimura Frederik Schandorff           | Ferrari F154CB 3,9 l V8 Turbo  | G     | 130   | + 10 tours          |
| 33   | LMGTE  | 93 | Proton Competition        | Michael Fassbender Richard Lietz Martin Rump                  | Porsche 911 RSR-19             | G     | 128   | + 12 tours          |
| 33   | LMGTE  | 93 | Proton Competition        | Michael Fassbender Richard Lietz Martin Rump                  | Porsche 4,2 l Flat-6 Atmo      | G     | 128   | + 12 tours          |
| 34   | LMGTE  | 95 | TF Sport                  | Jonathan Adam John Hartshorne Ben Tuck                        | Aston Martin Vantage AMR       | G     | 128   | + 12 tours          |
| 34   | LMGTE  | 95 | TF Sport                  | Jonathan Adam John Hartshorne Ben Tuck                        | Aston Martin 4,0 l V8 Bi-Turbo | G     | 128   | + 12 tours          |
| 35   | LMP3   | 15 | RLR Msport                | Horst Felbermayr, Jr. Gael Julien Mateusz Kaprzyk             | Ligier JS P320                 | M     | 125   | + 15 tours          |
| 35   | LMP3   | 15 | RLR Msport                | Horst Felbermayr, Jr. Gael Julien Mateusz Kaprzyk             | Nissan VK56 5,6 l V8 Atmo      | M     | 125   | + 15 tours          |
| 36   | LMP3   | 4  | DKR Engineering           | Alexander Bukhantsov Pedro Perino James Winslow               | Duqueine M30 - D08             | M     | 113   | + 27 tours          |
| 36   | LMP3   | 4  | DKR Engineering           | Alexander Bukhantsov Pedro Perino James Winslow               | Nissan VK56 5,6 l V8 Atmo      | M     | 113   | + 27 tours          |
| N.c. | LMP3   | 10 | EuroInternational         | Nick Moss Glenn van Berlo (en)                                | Ligier JS P320                 | M     | 67    |                     |
| N.c. | LMP3   | 10 | EuroInternational         | Nick Moss Glenn van Berlo (en)                                | Nissan VK56 5,6 l V8 Atmo      | M     | 67    |                     |
| N.c. | LMP2   | 43 | Inter Europol Competition | Rui Andrade Olli Caldwell Jonathan Aberdein                   | Oreca 07                       | G     | 34    |                     |
| N.c. | LMP2   | 43 | Inter Europol Competition | Rui Andrade Olli Caldwell Jonathan Aberdein                   | Gibson GK428 4,2 l V8 Atmo     | G     | 34    |                     |
| N.c. | LMGTE  | 44 | GMB Motorsport            | Gustav Birch Jens Møller Nicki Thiim                          | Aston Martin Vantage AMR       | G     | 1     |                     |
| N.c. | LMGTE  | 44 | GMB Motorsport            | Gustav Birch Jens Møller Nicki Thiim                          | Aston Martin 4,0 l V8 Bi-Turbo | G     | 1     |                     |
| P.c. | LMP3   | 12 | WTM by Rinaldi Racing     | Torsten Kratz Leonard Weiss Óscar Tunjo                       | Duqueine M30 - D08             | M     |       |                     |
| P.c. | LMP3   | 12 | WTM by Rinaldi Racing     | Torsten Kratz Leonard Weiss Óscar Tunjo                       | Nissan VK56 5,6 l V8 Atmo      | M     |       |                     |
| P.c. | LMGTE  | 72 | TF Sport                  | Valentin Hasse-Clot Arnold Robin Maxime Robin (de)            | Aston Martin Vantage AMR       | G     |       |                     |
| P.c. | LMGTE  | 72 | TF Sport                  | Valentin Hasse-Clot Arnold Robin Maxime Robin (de)            | Aston Martin 4,0 l V8 Bi-Turbo | G     |       |                     |
| P.c. | LMGTE  | 77 | Proton Competition        | Christian Ried Giammarco Levorato Julien Andlauer             | Porsche 911 RSR-19             | G     |       |                     |
| P.c. | LMGTE  | 77 | Proton Competition        | Christian Ried Giammarco Levorato Julien Andlauer             | Porsche 4,2 l Flat-6 Atmo      | G     |       |                     |

## Pole position et record du tour
- Pole position :  Reshad de Gerus sur n°47 Cool Racing en 1 min 29 s 396.
- Meilleur tour en course :  Vladislav Lomko sur n°47 Cool Racing en 1 min 31 s 451 au 10e tour.

## Tours en tête
- no 47 Oreca 07 - Cool Racing :  24 tours (1-18 / 27-28 / 43 / 95-96 / 119)[9]
- no 25 Oreca 07 - Algarve Pro Racing :  46 tours (19-26 / 29-42 / 45-68) 8 14 24
- no 34 Oreca 07 - Racing Team Turkey :  54 tours (44 / 69 / 86-94 / 97-117 / 120-124 / 130-140)
- no 30 Oreca 07 - Duqueine Team :  15 tours (76-85 / 125-129)
- no 65 Oreca 07 - Panis Racing :  1 tour (118)

## À noter
- Longueur du circuit : 4,657 km
- Distance parcourue par les vainqueurs : 651,98 km